# (2848) ASP
(2848) ASP es un asteroide perteneciente al cinturón exterior de asteroides descubierto por el equipo del Indiana Asteroid Program desde el Observatorio Goethe Link de Brooklyn, Estados Unidos, el 8 de noviembre de 1959.

## Designación y nombre
ASP fue designado inicialmente como 1959 VF.
Más adelante, en 1988, se nombró por las iniciales de la Astronomical Society of the Pacific en el centenario de su fundación.

## Características orbitales
ASP orbita a una distancia media del Sol de 3,201 ua, pudiendo alejarse hasta 3,828 ua y acercarse hasta 2,574 ua. Tiene una inclinación orbital de 0,9143 grados y una excentricidad de 0,196. Emplea en completar una órbita alrededor del Sol 2092 días.

## Características físicas
La magnitud absoluta de ASP es 11,6.